# بوانت دو لاك (مترو باريس)
بوانت دو لاك (بالفرنسية: Pointe du Lac)‏ هي محطة مترو تابعة لمترو باريس تقع في فرنسا في كريتاي.[بحاجة لمصدر]